# Anyphaenoides xiboreninho
Anyphaenoides xiboreninho là một loài nhện trong họ Anyphaenidae.
Loài này thuộc chi Anyphaenoides. Anyphaenoides xiboreninho được Antonio D. Brescovit miêu tả năm 1998.